# Amphidium le-testui
Amphidium le-testui là một loài rêu trong họ Orthotrichaceae. Loài này được Thér. & P. de la Varde mô tả khoa học đầu tiên năm 1931.